# Société japonaise pour une réforme des manuels d'histoires
La Société japonaise pour une réforme des manuels d'histoires (新しい歴史教科書をつくる会, Atarashī Rekishi Kyōkasho wo Tsukuru Kai) est une association à but non lucratif japonaise.
Elle promeut le nationalisme japonais.

## Politique
L'association cherche à développer une version de l'histoire du Japon où les crimes de guerres ne sont pas mentionnés.